# ピョートル・スーミン
ピョートル・イワノヴィチ・スーミン（ロシア語: Петр Иванович Сумин、ラテン文字表記の例：Petr Ivanovich Sumin、1946年6月21日 - 2011年1月6日）は、ソビエト連邦およびロシアの政治家。チェリャビンスク州知事を務めた。統一ロシア所属。

## 経歴・人物
1971年から1978年まで、チェリャビンスク冶金工場コムソモール書記、チェリャビンスク市コムソモール第一書記などを歴任する。1991年チェリャビンスク州人民代議員大会議長。
ウラル核惨事以降のチェリャビンスクにおける放射性廃棄物問題をめぐり、当局を批判する。
1996年チェリャビンスク州知事選挙に立候補し当選する。翌1997年1月5日正式就任。2000年再選される。2005年4月、プーチン政権による中央集権強化の一環として知事が任命制になると、知事候補に指名された上、州議会によって満場一致で承認、三選された。
2006年にチェリャビンスク市名誉市民となった。
2011年1月6日に急逝。64歳没。

## 脚註
1. ↑  Ушел из жизни Петр Иванович СУМИН Archived 2012年3月6日, at the Wayback Machine. チェリャビンスク州政府公式サイト 2011年1月6日告示